# نورافشان (روزنامه)
نورافشان نام یکی از مطبوعات استان فارس در دوران پهلوی اول است.
این روزنامه از سال ۱۳۰۹ خورشیدی به وسیله شوکت سلامی، در بوشهر به چاپ رسیده است.